# Tramlijn 24 (Antwerpen)
De Antwerpse tramlijn 24 verbindt Silsburg (grens Deurne-Wommelgem) met het Havenhuis op het Zaha Hadidplein aan de Mexicostraat en heeft een muntgroene lijnfilm.

## Traject
Herentalsebaan - Stenenbrug - Turnhoutsebaan - Carnotstraat - Koningin Astridplein - Gemeentestraat - Franklin Rooseveltplaats - Italiëlei - Noorderplaats - Londenstraat - Kattendijkdok-Oostkaai - Mexicostraat - Havenhuis. Het stuk Silsburg - AZ Monica wordt gedeeld met lijn 4, dat tussen AZ Monica en de ingang van de Reuzenpijp met lijn 8. Het stuk op de Italiëlei tot aan de Noorderplaats wordt gedeeld met lijn 1.

## Geschiedenis
Lijn 24 is relatief jong en ontstond pas in 1926. Tussen het einde van de Tweede Wereldoorlog en 1983 was de kenkleur blauw. Tot de 'knip' in 2017 heeft de lijn de lichtroze kenkleur gedragen en heeft ze bijna altijd hetzelfde traject gekend, namelijk van Silsburg naar Schoonselhof via de Leien. Op 7 november 1984 vond een kleine verlenging plaats van 360 meter van de ingang van de begraafplaats Silsburg (huidige halte 'Dassastraat') tot de grens Deurne en Wommelgem aan de Koudebeek, net voor het kruispunt van de Herentalsebaan met de R11 ook bekend als 'Militaire baan'. Het nieuwe eindpunt bleef echter de naam Silsburg behouden.
Aangezien beide eindpunten bij belangrijke begraafplaatsen zijn gesitueerd, kreeg lijn 24 de bijnaam "Kerkhoflijn". Door werkzaamheden was lijn 24 vanaf september 1983 voor twee jaar tijdelijk opgeheven en nam lijn 12 het baanvak Montignystraat (Zuidstation) - Schoonselhof tijdelijk over. Na de terugkeer van lijn 24 bleef dit echter zo tot april 2006 en werd de lijn beperkt tot Silsburg - Zuidstation.
Volgens het Pegasusplan had deze lijn de premetrotunnel Reuzenpijp onder de Turnhoutsebaan moeten gebruiken. De tram zou in eerste instantie via de Herentalsebaan, Florent Pauwelslei en Ruggeveldlaan en vervolgens parallel met de E34/313 naar het Rond Punt van Wommelgem rijden. Uiteindelijk is echter een nieuwe tramlijn 8 gecreëerd die de premetrotunnel gebruikt.
Op 18 april 2017 werd lijn 24 (alweer wegens een reeks wegenwerken) in twee stukken geknipt: de zuidelijke tak behield de roze lijnfilm van lijn 24 en bediende het stuk Schoonselhof - Astridplein, de oostelijke tak met een nieuwe muntkleurige lijnfilm bediende het stuk Silsburg - Astridplein en nam daarenboven het stuk Astridplein - Melkmarkt over van lijn 10, die sinds diezelfde dag onder de grond rijdt. De lichtroze lijn 24 (van het Astridplein naar Schoonselhof) werd op 3 juni 2017 overgenomen door tramlijn 10, het muntgroene gedeelte van lijn 24 is sindsdien weer de enige lijn 24.
Van 1 september 2017 tot en met 7 januari 2018 werd tramlijn 24 vervangen door een buslijn 24 tussen Silsburg en het Astridplein. Enkel op werkdagen tijdens de spitsuren reed tram 24 nog tussen de Stenenbrug en de Melkmarkt.
Sinds maandag 8 januari 2018 tot paasmaandag 2 april 2018 rijdt tramlijn 24 weer volgens schema tussen Silsburg en Melkmarkt.
Sinds dinsdag 3 april 2018 rijdt wegens werken op de Herentalsebaan in Deurne tramlijn 24 slechts tot de halte Stenenbrug die gedurende de tijd van de werken tot en met vrijdag 21 december 2018 de eindhalte van tramlijn 24 is. Vanaf zaterdag 22 december 2018 rijdt tramlijn 24 weer tot Silsburg. Wegens klachten over te veel halten en de vertraging die dit meebrengt verdwijnen de halten Mestputteke en Stevenslei op het vernieuwde traject.
Sinds zondag 8 december 2019 rijdt tram 24 niet meer naar de Melktmarkt, maar rijdt via de Italiëlei, Noorderplaats en Londenstraat naar het Havenhuis.
In de nacht van 31 december 2013 op 1 januari 2014 reed tram 24 als proefproject heel de nacht lang om het half uur vanaf 0 (einde dagdienst) tot 5 uur 's morgens (begin dagdienst). Er werd beslist dit in de nacht van 31 december 2015 op 1 januari 2016 te herhalen. Ook in de nacht van 31 december 2016 op 1 januari 2017 werd dit tussen Schoonselhof en Silsburg herhaald en tevens werd deze nieuwjaarsnachttram in de nacht van 31 december 2017 op 1 januari 2018 herhaald, maar dan enkel het korte traject tussen Melkmarkt en Stenenbrug. In de nacht van 2018 op 2019 reed de feesttram tussen Melkmarkt en Silsburg. Door een staking reed de geplande feesttram tussen Silsburg en Melkmarkt niet in de nacht van 2019 op 2020. Wegens maatregelen inzake de coronapandemie reed de nieuwjaarsnachttram niet in de nacht van 31 december 2020 op 1 januari 2021 en reed die ook in de nacht van 31 december 2021 op 1 januari 2022 niet. Er was een aanbod tot halfeen 's nachts.
In 2015 vervoerde deze tramlijn 9.207.931 passagiers
Vanaf maandag 23 maart 2020 tot en met donderdag 14 mei reed tramlijn 24 wegens een tekort aan personeel in verband met de Coronacrisis in België maar om het half uur (30 minuten). Op vrijdag 15 mei begonnen de scholen weer stilaan te openen en werd ook het tramverkeer hierop aangepast.
Sinds 2 mei 2024 had tram 24 tijdelijk een nieuw eindstation, Eilandje (MAS). Alleen tijdens de spits (06.00 uur tot 09.00 uur en 15.45 uur tot 18.00 uur) gebruikte het zijn normale eindstation, Havenhuis. Deze werkzaamheden hebben enkele maanden geduurd en sinds 1 januari 2025 heeft tram 24 zijn normale traject weer hervat.

## Toekomst
Er is een plan om tram 4 en tram 24 van Silsburg door te trekken over de Herentalsebaan tot verder in Wommelgem.

### Plan 2021
Volgens het plan 2021 zou de huidige tramlijn 24 vanaf eind 2021 van nummer veranderen en lijn T13 worden (Zie ook Nethervorming basisbereikbaarheid). Er werd besloten om dit plan uit te stellen omdat er eerst voldoende nieuwe trams moeten zijn voor dit plan wordt uitgevoerd.

## Materieel

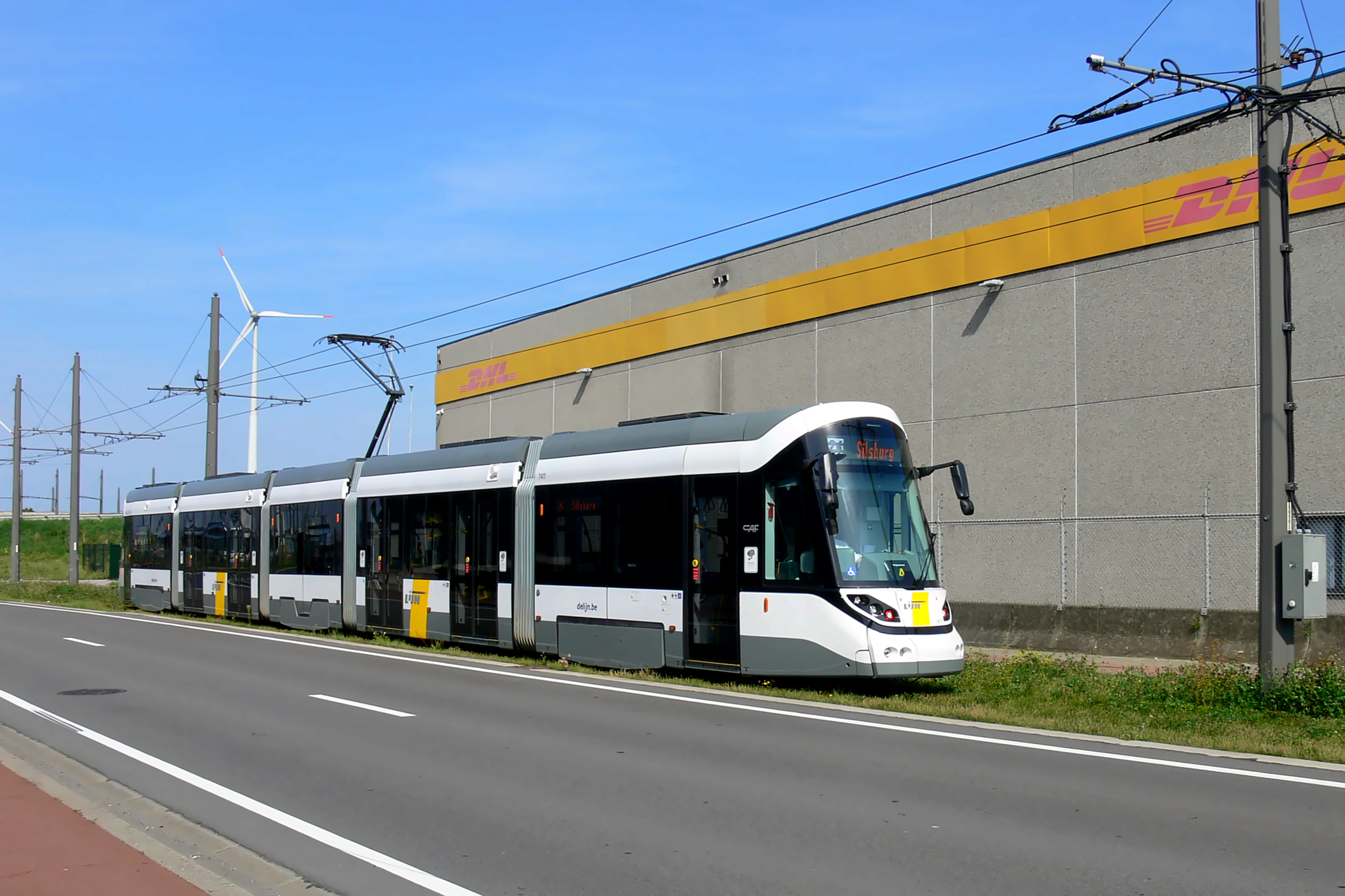
Stadslijner (CAF Urbos 100) nr 7411 in de Mexicostraat op lijn 24 tussen Havenhuis en Silsburg

Op deze lijn rijden Stadslijners (CAF Urbos 100) eventueel aangevuld met korte Albatrossen of Hermelijnen.

## Kleur
Tot 3 juni 2017 had lijn 24 een kenkleur met zwarte (of soms ook witte) cijfers op een lichtroze achtergrond: . Op 18 april 2017 is een nieuwe, muntgroene achtergrond ingevoerd: . Gedurende anderhalve maand kende Antwerpen dus twéé lijnen 24, elk met een andere kleur en (grotendeels) andere reisroute. De komende lijn T13 krijgt een zwarte tekst op een lichtroze achtergrond: T13

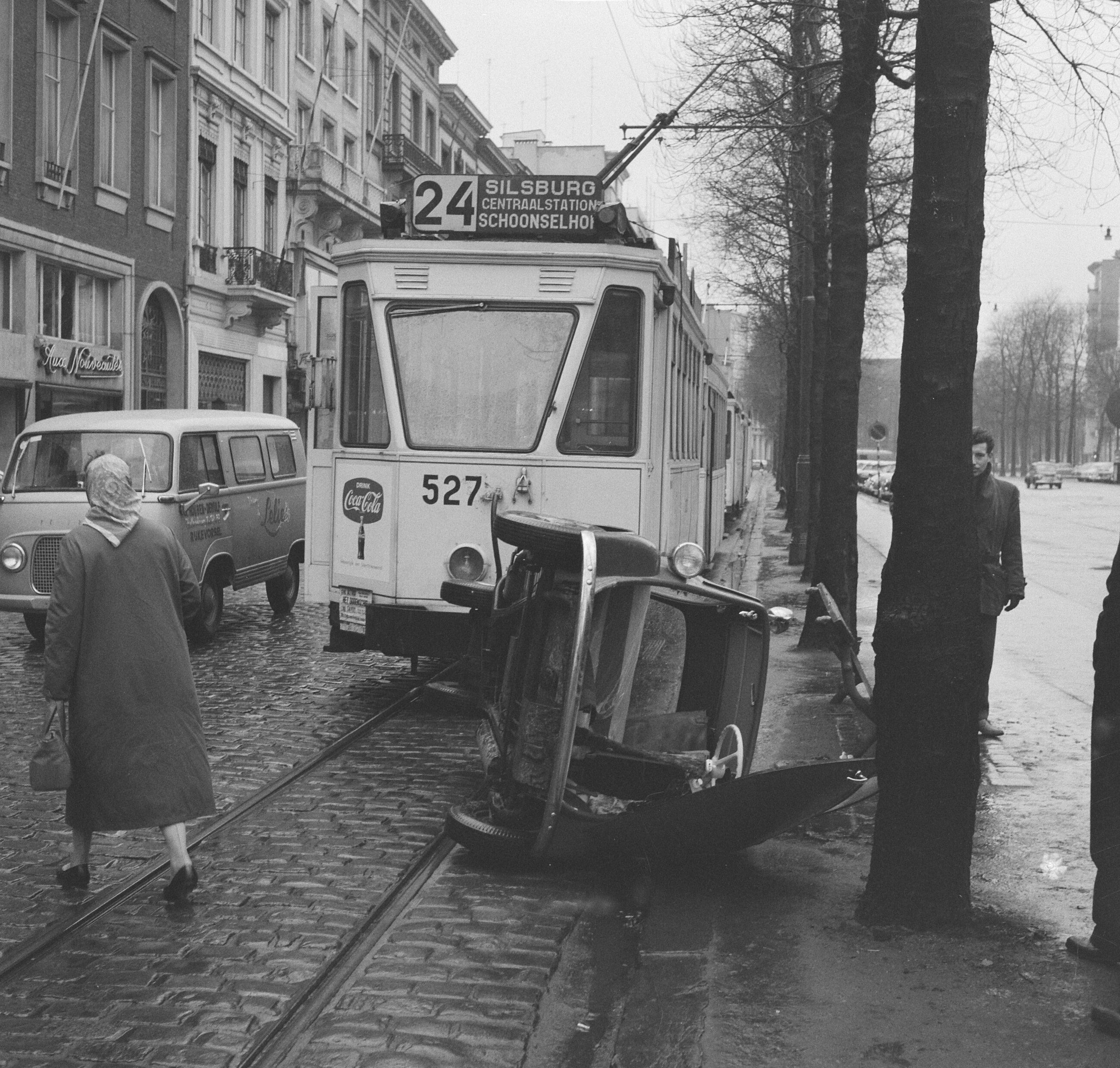
Motorwagen 527 op lijn 24; 1960.
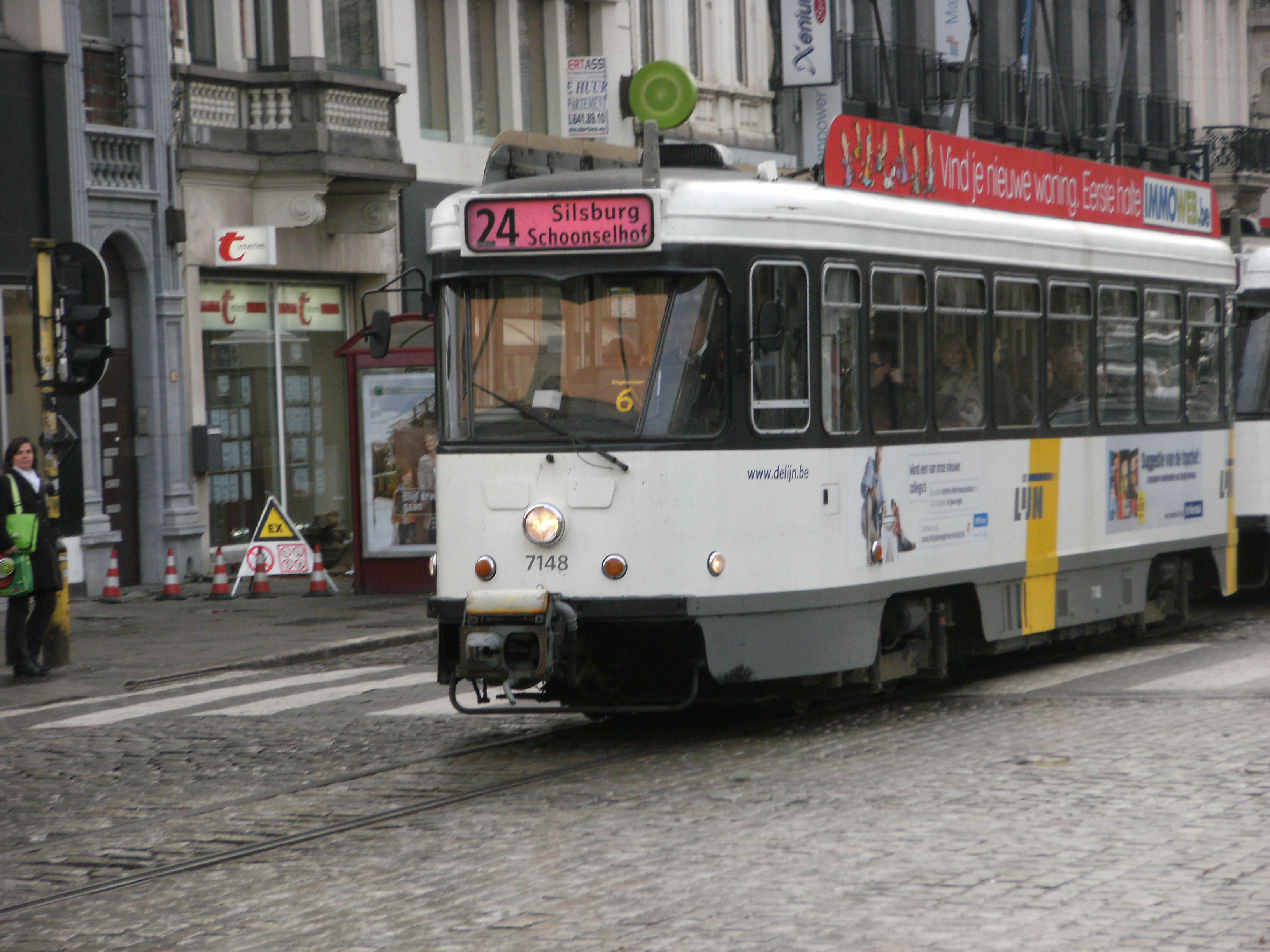
PCC2 Tram lijn 24 antwerp 2010
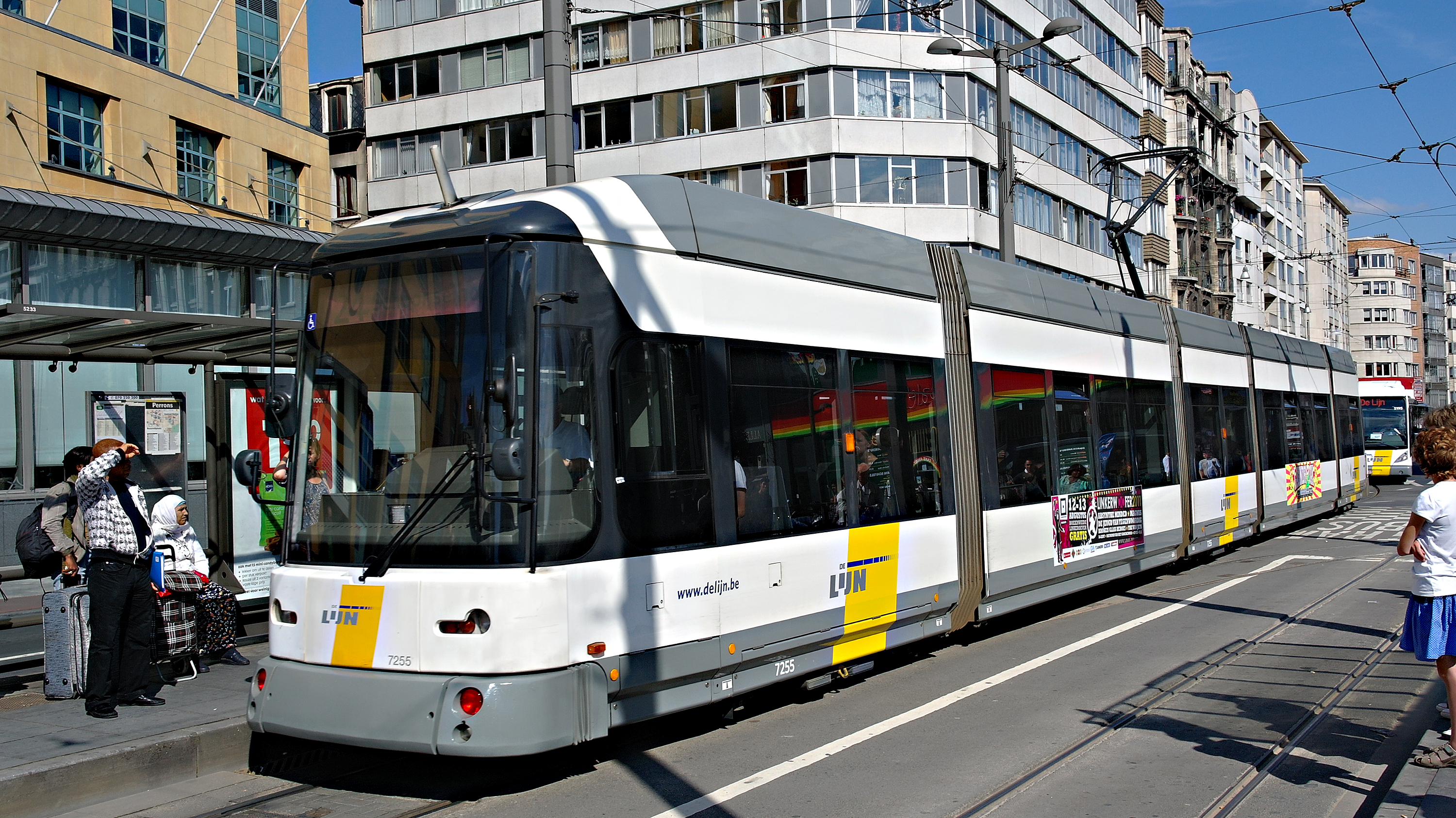
HermeLijn 7255 op het Koningin Astridplein voor het station Antwerpen-Centraal op lijn 24. Door de zoninval is de lijnfilm moeilijk te lezen. 19 augustus 2011.
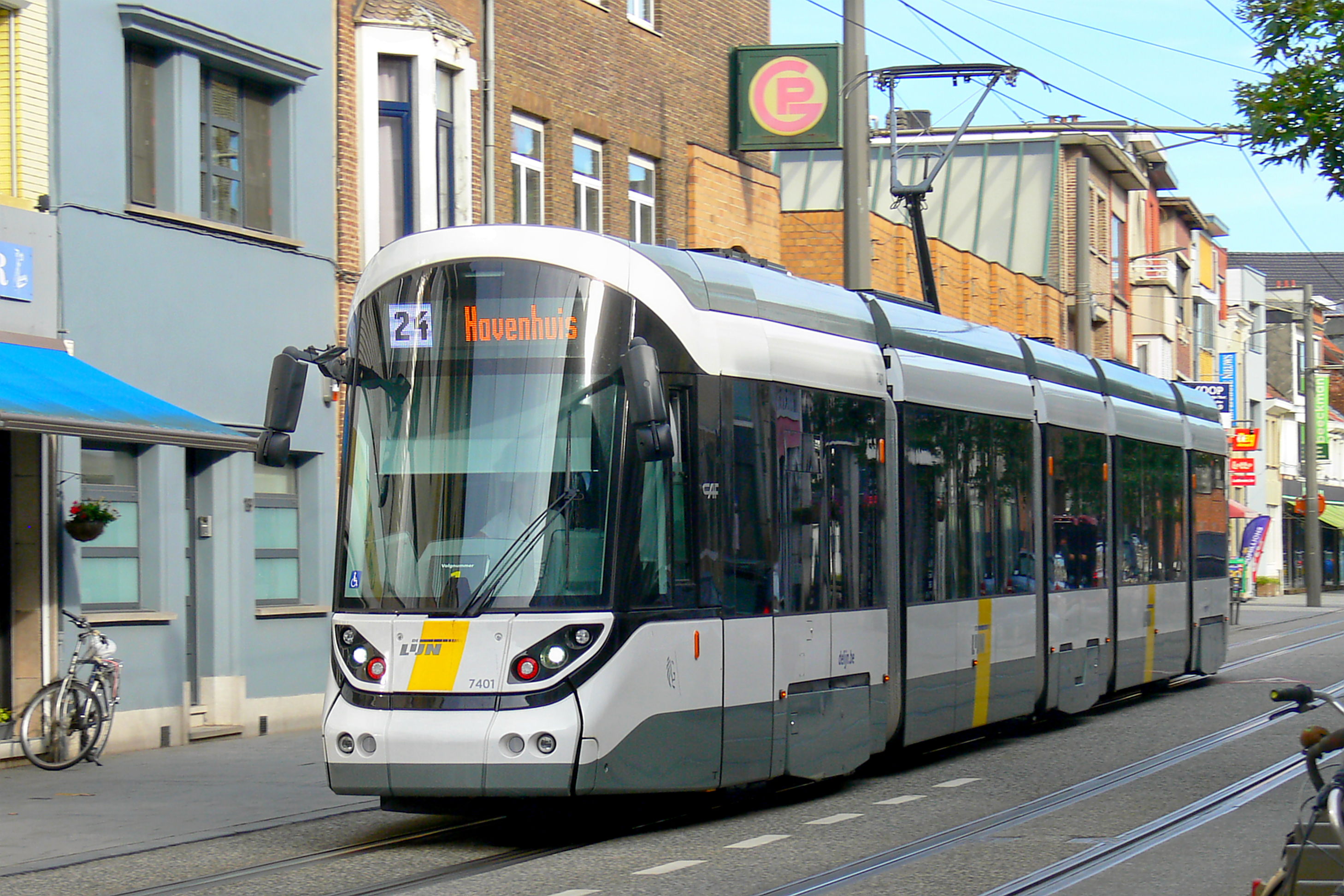
Een Stadslijner, CAF Urbos 100, tram op lijn 24 aan het Mestputteke op de Herentalsebaan in Deurne, september 2023.